# Charmosynopsis
Charmosynopsis — рід папугоподібних птахів родини Psittaculidae. Представники цього роду мешкають на Новій Гвінеї та на острові Буру в архіпелазі Молуккських островів. Раніше їх відносили до роду Червоно-зелений лорікет (Charmosyna), однак за результатами молекулярно-генетичного дослідження, опублікованими у 2020 році, вони були переведені до відновленого роду Charmosynopsis.

## Види
Виділяють два види:
- Лорікет буруйський (Charmosynopsis toxopei)
- Лорікет вогнистий (Charmosynopsis pulchella)

## Етимологія
Наукова назва роду Charmosynopsis походить від сполучення слова наукової назви роду Червоно-зелений лорікет (Charmosyna Wagler, 1832) і суффікса дав.-гр. οιδης — той, що нагадує.